# Mark 18 (核爆弾)
Mark 18はアメリカ合衆国が開発した核爆弾。水素爆弾と並行して開発が進められていた大威力の原子爆弾であり、スーパー・オラロイ爆弾(Super Oralloy Bomb,SOB)との名称も付けられている。セオドア・ブリュースター・テイラーなどが開発に携わっている。
アメリカ合衆国は、核融合兵器と並び、核分裂兵器の大威力化の研究も行なっていたが、その一つとして臨界量を大きく上回る核物質を用いた核兵器も検討した。Mark 18はそのような構想で開発されたものである。ファットマン系列に連なるMark 6を基にしている。インプロージョン方式で起爆するものであり、タンパーは天然ウランのままであるが、コアはプルトニウムではなく60kg以上の高濃縮ウラン(Oralloy)に置き換えられている。これは臨界量の4倍にあたる量であり、暴発を防ぐために核物質は区切られたほか、中性子制御のため、アルミニウムとホウ素で作られた安全装置が組み込まれた。アイビー作戦キング実験（1952年11月16日）で試験され、500ktの核出力を記録している。これはアメリカ合衆国の純核分裂兵器としては最大の威力である。
Mark 18のサイズは直径60インチ、長さ128インチとMark 6などとほぼ同等であり、重量は8,600ポンドであった。1953年より配備され、1956年に退役している。90発が生産され、アメリカ空軍のB-36やアメリカ海軍のA-3に搭載された。